# Abbazia di San Pietro (Bergoglio)
L'Abbazia di San Pietro, detta in Bergoglio dal nome del borgo oltre il fiume Tanaro nel quale si trovava, è stato un monastero benedettino esistente prima della fondazione della città di Alessandria. Il borgo di Bergoglio ebbe due differenti sviluppi urbanistici, l'uno in sostituzione dell'altro. Questa dicotomia urbanistica si rilesse anche sulla chiesa e monastero di San Pietro, che vide due distinte strutture.
Con il Trattato di Utrecht Alessandria e Bergoglio passarono sotto il Regno di Sardegna e la chiesa e il monastero, unitamente a tutto il borgo nell'arco di circa quaranta anni, furono demoliti a partire dal 17 giugno 1728 per lasciare spazio alla nuova cittadella militare nell'ambito del riassetto strategico militare voluto da Vittorio Amedeo II di Savoia.

## Storia

### IX secolo, origini: la prima chiesa e monastero
Un "primo" Bergoglio era, con molta probabilità, collocato geograficamente ai piedi della collina sulla strada di Valenza. Vi sono alcuni passaggi negli "Statuti Alessandrini" che determinano, seppur con poca precisione, la collocazione geografica del primo Bergoglio, anteriormente al 1071: Ordiniamo che venga rifatta ed ampliata la via che passa per il Borgo vecchio di Borgoglio e per la Valle di Paolo, fino alla via che va dalla Valle, fino al pezzo di Vigna di Pietro; ancora sia rifatta ed allargata la via vecchia di Borgoglio fino alla Valle di Paolo; e ancora questo sobborgo o quartiere era anticamente localizzato ai piedi della Collina nel luogo attualmente denominato gli Altieni (Autini).
Tra il IX e il X secolo si cominciano ad avere notizie piuttosto dettagliate sulla situazione del primo Bergoglio. Risalgono al IX secolo le prime fonti documentate dell'esistenza degli insediamenti che formeranno poi Alessandria, e tra questi è citato anche Bergoglio. Secondo la Chronica Aquensis del domenicano Iacopo d'Acqui si evince che Bergoglio seguisse il rito ambrosiano e che l'Arcivescovato di Milano vi vantasse una qualche giurisdizione temporale: Verum est quod Bergolium quantum ad officium sequitur ritum Ecclesiae Ambroxianae, solum quantum ad Ecclesiam principalem, quia Bergolium fuit de Diocesi Mediolanensi. Il borgo era fortificato con alcune torri e già con edifici religiosi. Nel X secolo Bergoglio appariva già come centro abitato definito ed erano presenti numerosi edifici e chiese tra cui la chiesa e Monastero dell'Ordine di San Giovanni e di San Benedetto, sotto il titolo di San Pietro, la chiesa di San Giovanni, la chiesa di Santo Stefano. È inoltre descritta negli annali la presenza di un distretto e di ostelli per forestieri.
Si ha ulteriore traccia della chiesa e monastero di San Pietro in una bolla di papa Alessandro III del 1162; nel monastero del primo Bergoglio si ritirò l'arcivescovo di Milano Guido da Velate, che morì il 23 agosto 1071 e ivi fu sepolto.

### XII secolo, fondazione della città di Alessandria: una "nuova" chiesa
Con la fondazione della città di Alessandria gli abitanti di Bergoglio, trovando scomoda la posizione del loro villaggio vicino alle colline, e invece più sicura quella difesa vicino alla nuova città, cominciarono a demolire quasi tutte le loro case, le chiese, e a trasportare le loro famiglie, suppellettili e bestiame, chi nella nuova città, che pur essi avevano costruita, e chi invece sulla sinistra del Tanaro, fuori di Alessandria, riedificando così un nuovo borgo al quale rinnovarono il nome di Bergoglio. Questo era congiunto alla città con un ponte di legno in vicinanza della «Porta delle Vigne» sulla strada per Valenza e colline (in seguito di Valle San Bartolomeo). Il "primo" Bergoglio venne poi completamente demolito e raso al suolo dalle soldatesche imperiali, poiché durante l'assedio di Alessandria, nell'inverno tra il 1174 e il 1175, lo stesso Barbarossa aveva messo il campo appunto nella regione Autini nei pressi di Valle San Bartolomeo.
Il 22 settembre 1179 vengono redatte, per la prima volta dalla fondazione della nuova città, le "Consuetudini", documento che afferma l'autonomia identitaria della città di Alessandria. I quattro borghi che hanno contribuito alla fondazione hanno diritto di mantenere i propri privilegi antecedenti la città; ognuno dei quattro borghi si impegna a erigere sul proprio territorio una chiesa dedicata al patrono di riferimento che già era oggetto di venerazione.
Tra il 1170 e il 1178 vengono erette a Bergoglio le prime tre chiese:
- Priorato-Badia benedettina di San Pietro;
- Convento servita di Santo Stefano;
- Collegiata di Sancta Maria Ad Nives.

### XV e XVI secolo: dalla commenda alla collegiata abbaziale
Dal XV secolo, con la decadenza dell'ordine monastico, cominciò ad essere dato in commendam. Nel 1426 fu concesso da papa Martino V ad Arpino Colli, ultimo della serie di arcidiaconi della Cattedrale di San Pietro di Alessandria; poi, nel 1458 da papa Callisto III a Galvagno Ferrufini; nel 1490 da papa Innocenzo VIII a Luigi Capra; nel 1514 da papa Leone X a Gian Luchino Arnuzzi.
Nel 1518 papa Leone X nominò abate commendatario suo cugino, il cardinale Giulio de' Medici, futuro papa Clemente VII. Giulio ottenne dal papa, con bolla del 20 luglio 1520, la facoltà di sopprimere il monastero benedettino sostituendolo con una collegiata secolare abbaziale, come di fatto avvenne con atto del 28 agosto dello stesso anno dato in Firenze. Nel medesimo atto eresse quattro dignità - la prima dopo l'abate, il preposito o prevosto; poi il priore con cura d'anime, infine l'arcidiacono e l'arciprete - ed otto canonici - quattro presbiterali, due diaconali e due suddiaconati - trasformando a tal fine alcune cappellanie che nella stessa chiesa di San Pietro ed altrove erano state fondate. Il governo degli abati secolari cominciò appunto nel 1520 con lo stesso cardinale de' Medici e si concluse con la morte dell'ultimo abate Gian Giacomo Curioni il 15 agosto 1727.
Leone X, oltre alle prerogative ordinarie di cui erano titolari ab antiquo gli abati ed i monaci di San Pietro, concesse ulteriori privilegi sia all'abate sia al capitolo della collegiata. L'abate indossava il rocchetto al modo dei vescovi e dei prelati; portava la mitria, il pastorale e le altre insegne pontificali; impartiva la benedizione solenne, se non fosse presente qualche vescovo; conferiva la tonsura e gli ordini minori; poteva conferire benefici; poteva concedere al priore o al suo vicario la facoltà di amministrare tutti i Sacramenti ai fedeli della parrocchia di cui la collegiata era titolare.
Il capitolo fu invece dichiarato esente da ogni giurisdizione e immediatamente soggetto alla Santa Sede, in modo che né il vescovo né altri per alcuna ragione (fosse anche di delitto o di contratto) potessero esercitare alcuna giurisdizione sopra le chiese, l'abate, i canonici, i beneficiati, le persone ed i benefici della Collegiata, né tanto meno promulgare contro di loro scomuniche, interdetti o censure e pene. Gli accordò altresì di portare l'almuzia "di pelli grigie ed onorevoli" al modo della chiese cattedrali. Questi privilegi provocarono nel tempo continui scontri e liti, soprattutto quando venivano fatti valere senza tener conto delle attenuazioni apportate dal Concilio di Trento a favore dei vescovi diocesani, in quanto depositari dell'autorità ordinaria.

### XVIII secolo: demolizione e trasferimento

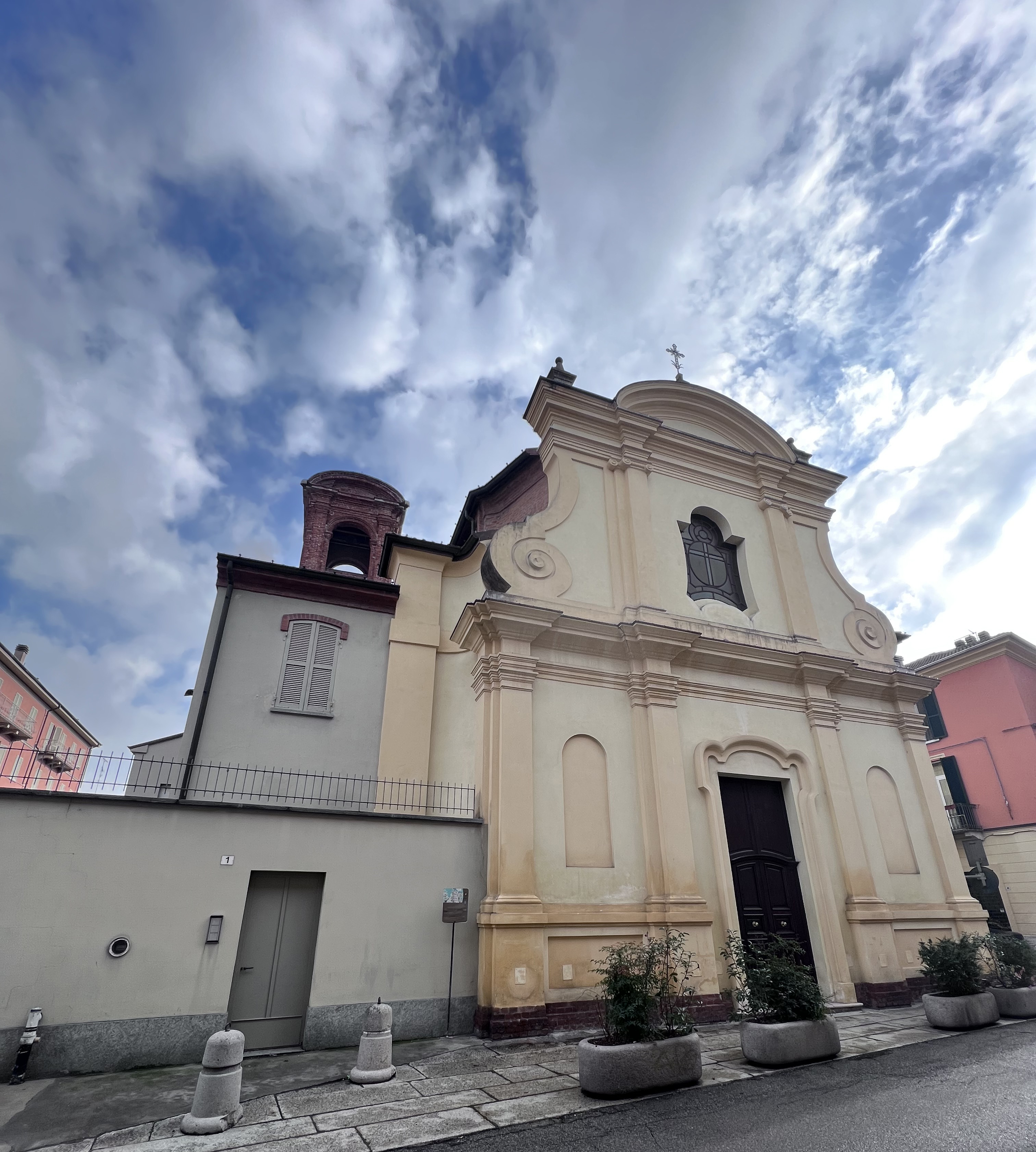
Chiesa dei Santi Sebastiano e Dalmazio, facciata e scorcio del campanile.

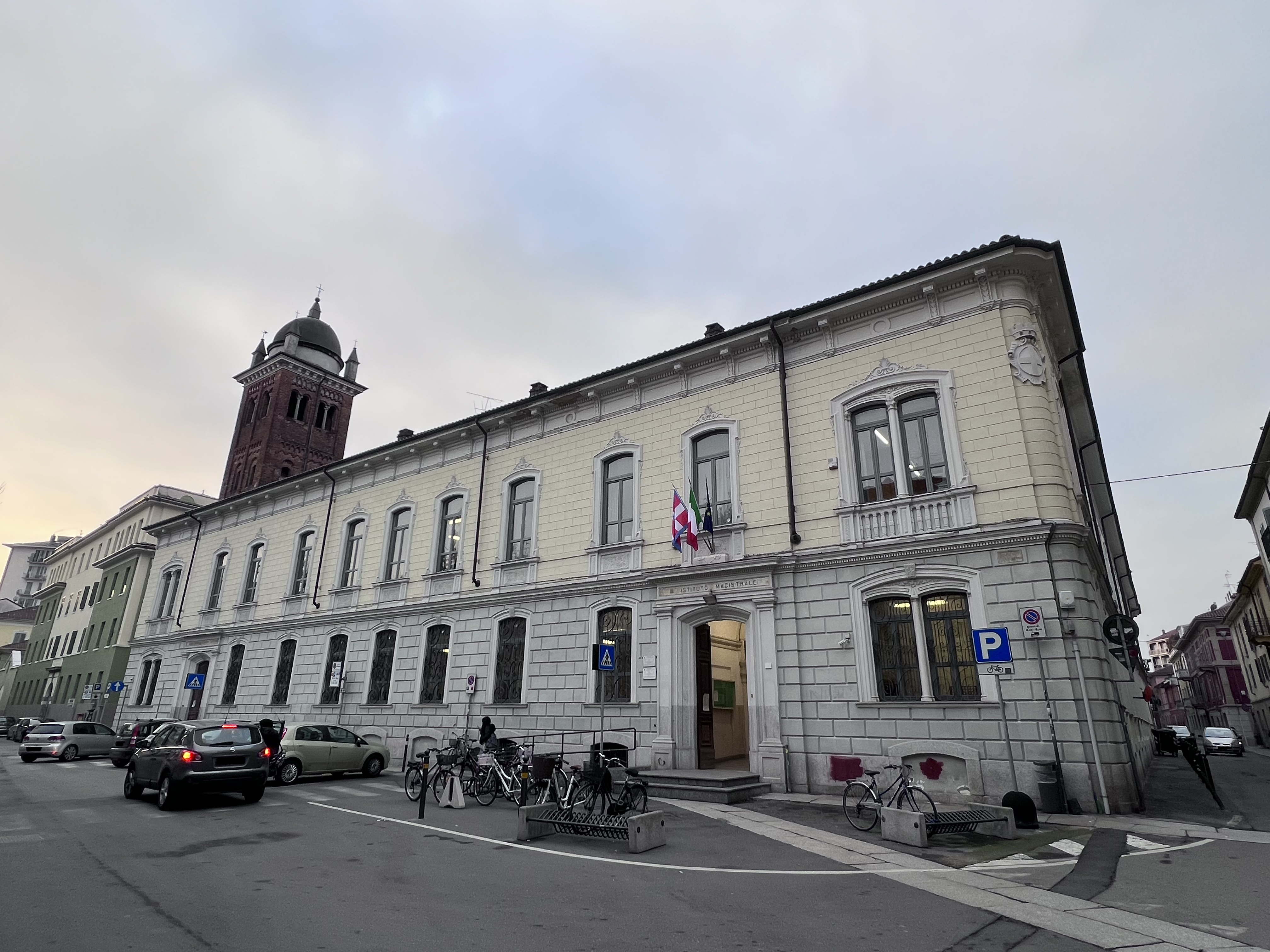
Il campanile della chiesa di Santa Maria dell'Olmo è ciò che rimane dell'edificio. Il resto è stato trasformato nel tempo, divenendo sede di un istituto di istruzione superiore.

La collegiata rimase nella sua chiesa in Bergoglio fino al 1728, quando dovette trasferirsi a seguito della demolizione dell'intero quartiere ordinata da re Vittorio Amedeo II per la costruzione della nuova cittadella militare. Approfittando di ciò e del fatto che l'abate Curioni era deceduto da otto mesi, quindi la dignità era vacante, papa Benedetto XIII con bolla del 22 aprile 1728 estinse la commenda abbaziale e la unì con i suoi redditi alla "mensa vescovile" ed è per questo che da quel momento il vescovo di Alessandria porta il titolo di "abate della collegiata".
Il 17 giugno 1728 fu demolita la chiesa. La collegiata si trasferì nella chiesa parrocchiale di Santa Maria dell'Olmo, poi definitivamente in quella dei Santi Sebastiano e Dalmazzo, a seguito di una convenzione stipulata il 16 gennaio 1730 con il suo parroco-prevosto Antonio Francesco Merlani, che ottenne di essere membro del capitolo della collegiata e di avere, vita natural durante, la precedenza sia sulle dignità capitolari sia sui canonici e che alla sua morte il suo posto fosse convertito in decanato, però quale ultima dignità capitolare. Gli accordi furono approvati con un rescritto apostolico del 28 luglio dello stesso anno, ma già dal 18 gennaio la Collegiata si trasferì solennemente in San Dalmazzo e il "Capitolo dell'Insigne Collegiata dei SS.mi Pietro e Dalmazzo" celebrò la prima funzione nell'omonima chiesa. Da quel momento sia la chiesa sia la collegiata assunsero il titolo "dei Santi Pietro e Dalmazzo". Anche il titolo del vescovo mutò: abate dell'insigne collegiata dei Santi Pietro e Dalmazzo.

#### Dignità abbaziali
Per quanto riguarda la situazione delle dignità, nel 1584 il vescovo, poi cardinale, Paravicini estinse la prepositura, cosicché il priore, con la cura d'anime, divenne la dignità principale; permasero l'arcidiacono, l'arciprete e il decano. Nel 1685 la dignità fu ricostituita però non più con l'importanza che aveva avuto, fu infatti collocata dopo le altre, ma prima del decanato. Degli antichi otto canonicati, due furono uniti per la tenuità dei redditi, due per decisione della famiglia dei patroni, uno fu unito al priorato ed altri furono costituiti ex novo, cosicché nel XVIII secolo i canonici divennero nove.

### XIX secolo
Durante la dominazione napoleonica e dopo la Restaurazione la chiesa e la collegiata subirono diverse vicende. Nel 1807 la chiesa fu occupata dal Genio militare e la Collegiata si trasferì nella chiesa parrocchiale di Santa Maria di Castello, ove rimase fino al 1813, quando anche questa fu occupata dai militari. Passò quindi alla chiesa di Loreto e, dopo diverse trattative, nel 1824 si stabilì definitivamente nella chiesa di Santa Maria del Carmine che, nella ristrutturazione delle circoscrizioni parrocchiali nel frattempo intervenuta, aveva inglobato la quasi totalità del distretto dell'antica parrocchia di San Dalmazzo. Morto nel 1828 il parroco del Carmine, la cura delle anime fu nuovamente affidata al priore della Collegiata.

### XX e XXI secolo
Nel XXI secolo di questa istituzione ecclesiastica rimane traccia solo nei titoli che competono al vescovo di Alessandria, abate, e al parroco del Carmine, priore.

## Cronotassi degli Abati della Collegiata
1. 1520–1520. Giulio De' Medici, cardinale
2. 1520–1527. Pietro Martire Arnuzzi, alessandrino
3. 1527–1544. Cesare Crespi
4. 1544–1547. Ettore Visconti, milanese
5. 1547–1564. Lelio Ottaviano Guasco, vescovo di Alessandria
6. 1564–1564. Giovanni Gerolamo Morone, cardinale
7. 1564–1594. Girolamo Confalonieri, vercellese
8. 1594–1594. Orazio Confalonieri, fratello del precedente
9. 1594–1595. Girolamo Confalonieri
10. 1595–1615. Cornelio Dal Pozzo, alessandrino
11. 1615–1622. Alfonso Pico
12. 1622–1657. Paolo Iniziati, alessandrino
13. 1657–1685. Carlo Luca Via, alessandrino
14. 1685–1694. Leonardo Colli, alessandrino
15. 1694–1703. Carlo Antonio Curioni, astigiano
16. 1703–1728. Giovanni Giacomo Curioni, figlio del precedente

Segue la serie dei vescovi di Alessandria con il titolo di abate[9]:
17. 1728–1729. Carlo Vincenzo Maria Ferrero Thaon, cardinale e vescovo di Alessandria
18. 1729–1743. Giovanni Mercurino Antonio Arborio di Gattinara, B.
19. 1744–1754~1755. Giuseppe Alfonso Miroglio
20. 1757–1786. Giuseppe Tomaso de Rossi
21. 1788–1795. Carlo Giuseppe Pistone
22. 1796–1803. Vincenzo Maria Mossi
23. 1805–1805. Jean-Chrysostome de Villaret
Sede soppressa (1805-1818)
24. 1818–1832. Alessandro d'Angennes
25. 1833–1854. Dionigi Andrea Pasio
Sede vacante (1854-1867)
26. 1867–1872. Giacomo Antonio Colli
27. 1872–1897. Pietro Giocondo Salvaj
28. 1897–1918. Giuseppe Capecci, O.E.S.A.
29. 1918–1921. Giosuè Signori
30. 1921–1945. Nicolao Milone
31. 1945–1964. Giuseppe Pietro Gagnor, O.P.
32. 1965–1980. Giuseppe Almici
33. 1980–1989. Ferdinando Maggioni
34. 1989–2007. Fernando Charrier
35. 2007–2011. Giuseppe Versaldi, cardinale
36. dal 2012. Guido Gallese

## Descrizione

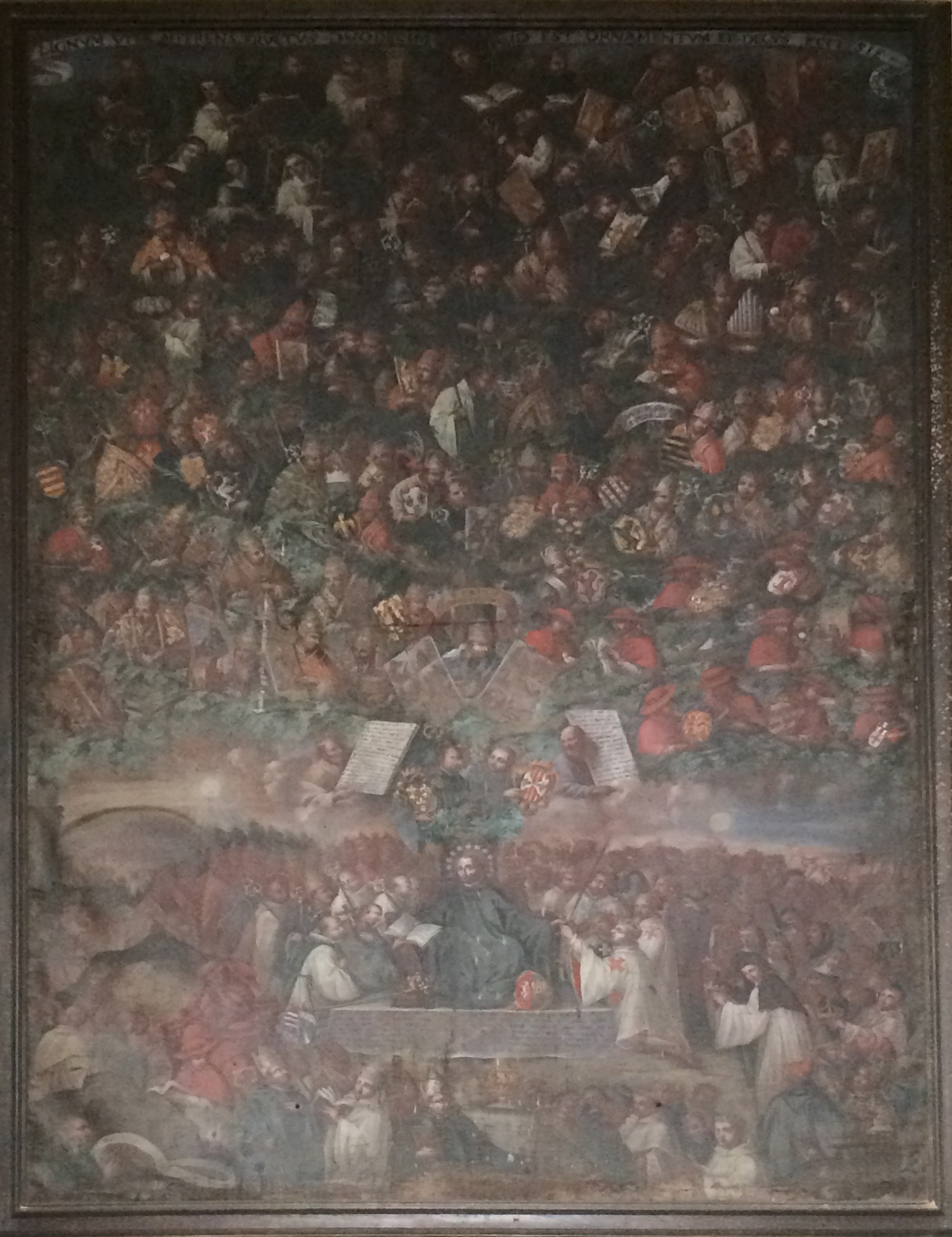
Scuola di Giorgio Vasari, Genealogia di San Benedetto, olio su tela, seconda metà del XVI secolo, Santuario di Nostra Signora di Loreto, Alessandria

La chiesa si presentava a tre navate delle quali quella centrale a volta, il portale solennemente decorato e istoriato in cotto, la pavimentazione, anche'essa in cotto, si innalzava di quattro gradini per accedere al presbiterio. Erano presenti sette altari "a mensa" e ai lati dell'altare maggiore insistevano due cappelle laterali, una intitolata a Sant'Andrea, fondata nel 1454 e di patronato della famiglia Roberti, e l'altra all'Annunziata, fondata dall'arcidiacono della cattedrale e abate della collegiata Arpino Colli. Vengono descritte quindici sepolture con lastra di pietra, una scala con diciotto gradini, un rustico e "una cappa di fornelli con testa".
Al piano terra si trovava la sagrestia - per il sagrestano erano previste tre camere al piano soprastante con accesso tramite una scala di legno - una corte con un "pozzo d'acquaviva" e cantina con travatura superiore a vista. Sul fianco della chiesa vi era il cimitero circondato da un muro di cinta.
La casa dell'Abbazia di San Pietro, attigua alla chiesa, era composta da otto camere al piano terreno e altre otto al primo piano. Ad un piano ancora superiore erano presenti i granai. i piani erano uniti da una scala di mattoni in cotto suddivisa in pianerottoli. A corredo sono descritte anche una cantina, un fienile porticato, una corte e un giardino tutti cintati da un muro e tutti dotati di accessi indipendenti. Ogni ambiente era provvisto di un "pozzo d'acquaviva in pietra con colonne in ferro". In ultimo la cucina prevedeva "sette cappe e teste di fornelli".
In seguito alla demolizione degli edifici nulla si sa della sorte di tutto il materiale sacro (paramenti, statue, quadri, drappi, vasi sacri, biancheria, suppellettili, ecc.) e civile dell'abbazia. L'unica superstite di cui si ha conoscenza, è un'opera pittorica raffigurante la "Genealogia di San Benedetto". Di scuola vasariana venne commissionata dai monaci benedettini dell'abbazia nella seconda metà del XVI secolo. Con le demolizioni il quadrò passò alla chiesa di Loreto, sorgente in prossimità del medesimo quartiere di Bergoglio, e, quando anche questa fu distrutta, alla nuova chiesa e santuario di N.S. di Loreto ad Alessandria, concessa per sovrana disposizione, nel 1822, ai Domenicani di Bosco Marengo.

### Biografica
- Paolo Chiesa, Iacopo da Acqui, in Dizionario biografico degli italiani, vol. 62, Roma, Istituto dell'Enciclopedia Italiana, 2004. URL consultato il 3 gennaio 2022.

### Codici, opere
- (LA) Codex Statutorum Magnifice Communitatis Atque Dioecæsis Alexandrinæ, Alessandria, Francesco Moscheni & fratelli, 1547. URL consultato il 2 gennaio 2023.
- Giovanni Battista Moriondo, Monumenta Aquensia, Torino, Tipografia Regia, 1790. URL consultato il 2 gennaio 2022.
- (LA) Georg Heinrich Pertz (a cura di), Reconciliatio Cæsareæ, in Monumenta Germaniæ Historica, II, Hannover, 1837. URL consultato il 3 gennaio 2023.

### Storica, annalistica
- Girolamo Ghilini, Annali di Alessandria, Milano, Gioseffo Marelli, 1666.
- Giuseppe Antonio Chenna, Del Vescovato de' Vescovi e delle Chiese della Città e Diocesi d'Alessandria, Alessandria, Ignazio Vimercati Stampatore, 1786. URL consultato il 20 gennaio 2022.
- Carlo A-Valle, Storia di Alessandria dall'origine ai nostri giorni, vol. 1, Torino, Tipografia fratelli Falletti, 1853. URL consultato il 14 dicembre 2021.
- Biagio Gho, Cenni Storici sull'Antico Borgoglio di Alessandria, Torino, Tipografia Reano, Bossuto & C., 1926.
- Francesco Gasparolo, La Beata Vergine di Loreto, in Rivista di Storia Arte Archeologia per le provincie di Alessandria e Asti, XXXIX, Alessandria, Società di Storia Arte Archeologia - Accademia degli Immobili, 1930.
- Geo Pistarino, La doppia fondazione di Alessandria (1168, 1183) (PDF), in Rivista di Storia Arte Archeologia per le provincie di Alessandria e Asti, volume unico, Alessandria, Società di Storia Arte Archeologia - Accademia degli Immobili, 1997,  pp. 5-36. URL consultato l'11 giugno 2016.
- Gianfranco Calorio, Bergolium: il Territorio e l'Abitato, volume primo, Castelnuovo Scrivia (AL), Casa Editrice Favolarevia, 2000.

### Altro
- Guido Gallese, Decreto Unità Pastorali (PDF) [collegamento interrotto], su lavocealessandrina.it, 11 novembre 2022. URL consultato il 5 marzo 2023.